# بطولة العالم للدراجات على المضمار 1898
بطولة العالم للدراجات على المضمار 1898 هي الدورة ال6 من بطولة العالم للدراجات على المضمار، أجريت في فيينا، النمسا.

## النتائج النهائية
| المسابقة                              | ذهبية                      | فضية               | برونزية            |
| ------------------------------------- | -------------------------- | ------------------ | ------------------ |
| الرجال                                |                            |                    |                    |
| السرعة الفردية                        | جورج بانكر (USA)           | فرانز فيرهين (GER) | ادمون جاكلين (FRA) |
| سباق مطاردة الدراجة النارية للهواة    | ألبرت جون الكرز (GBR)      | غوستاف جرابن (GER) | Anton Huneck       |
| سباق مطاردة الدراجة النارية للمحترفين | ريتشارد بالمر (دراج) (GBR) |                    |                    |